# Hereford (Royaume-Uni)
Pour les articles homonymes, voir Hereford.
Ne doit pas être confondue avec la ville anglaise de Hertford, ni de la ville allemande de Herford.
Hereford (Henffordd en gallois) est une cité historique de l'ouest de l'Angleterre située sur la Wye, près de la frontière galloise, dans le comté d'Herefordshire et dans la région des Midlands de l'Ouest. Sa population s'élevait en 2009 à 55 700 habitants. La ville est citée dans une ancienne charte datant de 1189 sous le nom de Hereford in Wales. Cette ville est notamment connue pour le cidre qui y est produit par la compagnie H. P. Bulmer.
Elle a le statut de Cité.
Évêché dès 676, Hereford était une cité florissante et devint la capitale de la Mercie saxonne, battant sa propre monnaie. En 1070, Guillaume Fitz Osbern le bâtisseur du château de Chepstow, établit un nouveau marché au point de jonction des routes, au nord de la ville.
La cathédrale de Hereford, construite en 1079, conserve la Bibliothèque enchaînée ainsi qu'une carte médiévale du monde, connue sous le nom de mappa mundi. Bien que celle-ci ne soit pas datée, on estime qu'elle remonte au XIIIe siècle. Tracée sur un parchemin, elle représente le monde centré sur la ville de Jérusalem dans un cercle de 52 pouces de diamètre. Elle a été restaurée à la fin du XXe siècle.
Cette ville est surtout connue comme le centre d'une grande région agricole et rurale. Parmi les produits de cette zone on peut citer le cidre (marque Bulmer's), la bière, le bétail (race hereford), la maroquinerie, les produits métallurgiques et chimiques.

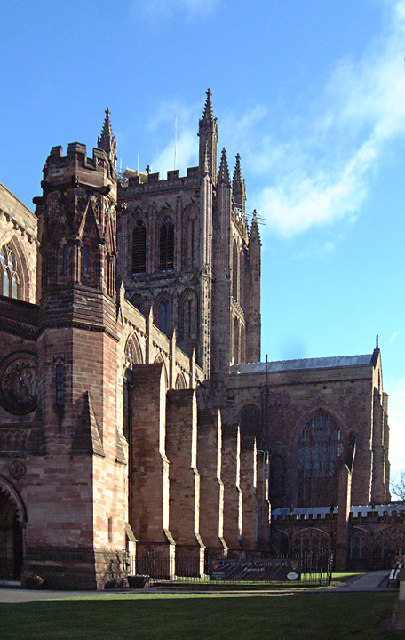
Cathédrale d'Hereford.

Hereford est le siège du SAS (Special Air Service ou Service aérien spécial), groupement d'intervention antiterroriste.
Le 1er avril 1998, Hereford a perdu son statut de district avec la création du nouveau Herefordshire unifié.  Des Charter Trustees ont été nommés pour conserver les traditions de la mairie jusqu'à ce qu'un conseil municipal soit institué en 2000.
Tous les trois ans, Hereford accueille le Festival des trois chœurs, organisé en alternance avec Gloucester et Worcester depuis le XVIIIe siècle.
Hereford est aussi le siège du club de football Hereford United qui a joué longtemps dans le championnat anglais (la Football League).

## Jumelages
- Vierzon (France)
- Dillenburg (Allemagne) depuis 1989[1]

## Personnalités liées à la commune
- Ellie Goulding (1986-), chanteuse.
- John Williamson (1937-2021), économiste.